# Wohn- und Geschäftshaus Deichstraße 9
Das Wohn- und Geschäftshaus Deichstraße 9 in Cuxhaven, Deichstraße stammt vom Anfang des 20. Jahrhunderts.

Das Haus wird heute (2020) für Apartments, Büros und Läden genutzt.
Das Gebäude steht unter niedersächsischem Denkmalschutz und ist in der Liste der Baudenkmale in Cuxhaven enthalten.

## Geschichte
Die Deichstraße wurde benannt nach dem ursprünglichen Verlauf am westlichen Hafenobdeich. Rund zehn Häuser sind hier denkmalgeschützt.
Das dreigeschossige verklinkerte repräsentative gründerzeitliche Gebäude mit dem mittleren markanten Giebelerker wurde um 1900 als Haus Reinike im Stil des Historismus und in der Formensprache des Eklektizismus (Stilmischung) für den Fuhrunternehmer und Posthalter Adolf Reineke erbaut. Verschiedene Architekturstil-Elemente (Neorenaissance, Neobarock, Neoklassizismus) wurden u. a. am Giebelerker reichhaltig zitiert und mit Stuckteilen betont. Der offene turmartige Giebelaufsatz mit einer Glockenhaube betont das Gebäude. Anfänglich war lange Zeit eine Bank in dem Haus, wovon noch die Betonmauern des Tresorraumes im Keller zeugen.
Die erste Cuxhavener Omnibusgesellschaft (COG) von Walter Reineke hatte ab 1925 hier ihren Sitz und die Werkstatt am Schwarzen Weg. Die Geschäftsräume der COG befanden sich später in der Meyerstraße (heute Betriebshof). Anfang 1974 ging die COG an die Stader Kraftverkehr GmbH (KVG) über.
Die Gebäude Deichstraße 4, 5 bis 8, 10, 12A, 13a, 20 und 40 stehen auch unter Denkmalschutz, für Nr. 12 wurde der Denkmalschutz aufgehoben.